# Lindsaea fissa
Lindsaea fissa är en ormbunkeart som beskrevs av Edwin Bingham Copeland. Lindsaea fissa ingår i släktet Lindsaea och familjen Lindsaeaceae. Inga underarter finns listade.